# 御願塚古墳
御願塚古墳（ごがづかこふん）は、日本の兵庫県伊丹市にある古墳。推定建造年代は5世紀後半とされる。1966年（昭和41年）3月22日、兵庫県史跡・文化財指定。

## 概要
現在の尼崎市塚口あたりまで南北に点在していた塚口古墳群の北端に位置すると見られ、多くの古墳が宅地開発により失われた中でほぼ造営当時の原型を留めている帆立貝式古墳である。元は周囲に満塚（みちづか）・掛塚（かかりづか）・温塚（ぬくめづか）・破塚（やぶれづか）の4基が陪塚として築かれており、この4基と本体の古墳を合わせて五ヶ塚（ごかつか）と呼ばれていたものが転じて「御願塚」になったとされている。4基の陪塚はいずれも宅地造成で破壊され、跡地には位置を示す石碑が建てられている。
伝承では、昆陽池の造営を指導した行基が当地で開耕の完遂を祈願したとされる。古墳の頂部には延宝9年（1681年）創建とされる南神社（「南之神社」とも）が鎮座し、御願塚村では長らく孝徳天皇の陵墓であると信じられていた。1875年（明治8年）に村民が政府の許可を得て古墳を発掘した際に石組を発見するが、作業の中断を命じられたため被葬者に関する詳細は判明していない。また、村民が求めていた陵墓の指定に関しては既に大坂磯長陵が孝徳天皇陵と比定されていることを理由に却下された。南神社では孝徳天皇を祭神としているが後年の調査で陵墓とする説はほぼ否定されており、現在では地域の豪族を被葬者とする説が有力である。
1966年（昭和41年）に兵庫県の史跡指定を受けた後、1969年（昭和44年）に伊丹市教育委員会が第1次発掘調査を実施した。以後も断続的に調査が継続されており、1999年（平成11年）には古墳周辺の整備事業を行い、同年7月25日に竣工式を行った。

## 南神社（南之神社）

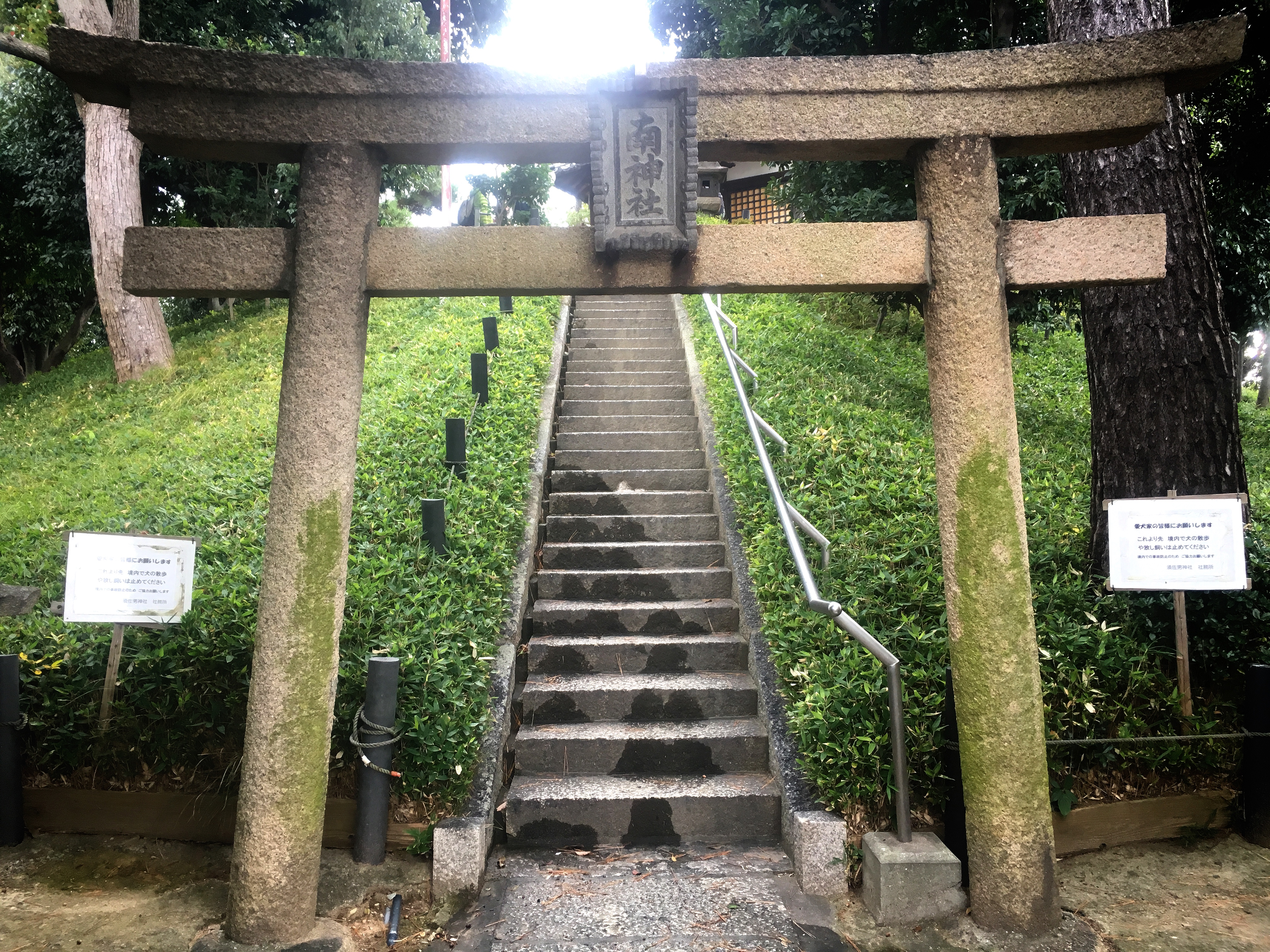
御願塚古墳 南神社

当社は、須佐男神社とともに、御願塚村の三つの鎮守社の一つで、御願塚古墳の墳丘頂上に所在する。本殿は木造の履屋の中にあり、須佐男神社本殿と同じ隅木を入れない一間社春日造りで建立されている。

## 御願塚史跡保存会
御願塚古墳の保存・継承に取り組む御願塚史跡保存会は、1967年（昭和42年）に発足し、1968年（昭和43年）には御願塚文化財愛護少年団を結成、古墳の清掃・剪定や広報・研修活動、小学生向けの見学会や講座を実施している。2016年（平成28年）時点で会員は約320人、近隣自治会と企業7社も含む。
御願塚古墳がかつてキリシマツツジの名所として知られていたことから、御願塚史跡保存会では1974年（昭和49年）に古墳のツツジを後世に残そうと、苗木を各会員の家で育てた記録がある。その後、2017年（平成29年）に保存会結成50年を迎えるにあたり、古墳にツツジの名所を復活させようとプロジェクトチームを結成し、挿し木から育てたツツジを植樹している。

## 所在地情報
所在地
- 兵庫県伊丹市御願塚4丁目10番地11号

交通
- 稲野駅（阪急伊丹線）より北西に徒歩5分。